# Sobór św. Jana Chrzciciela w Jekaterynburgu

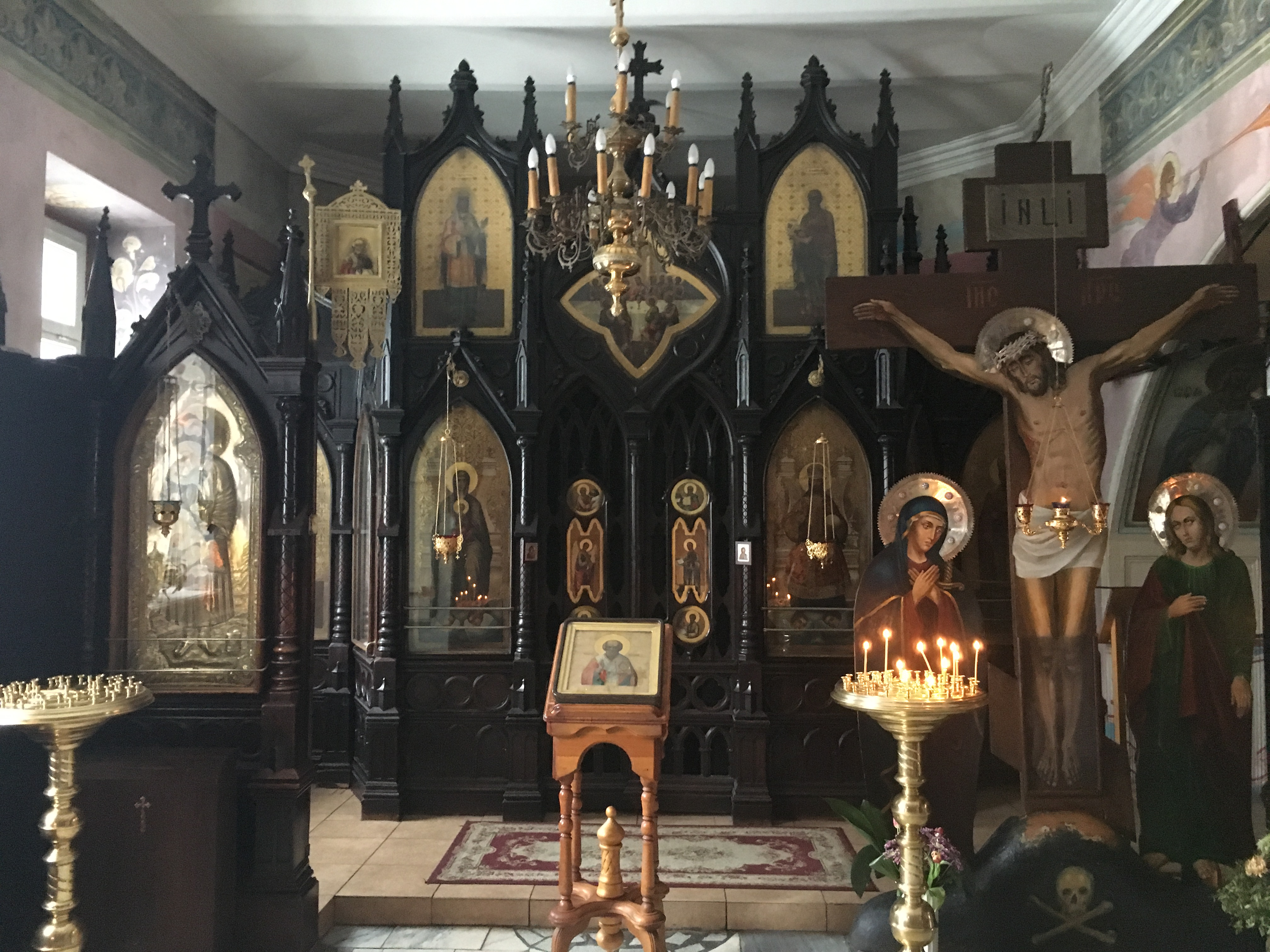
Wnętrze (2018)

Sobór św. Jana Chrzciciela (ros. Иоанно-Предтеченский собор) – jeden z prawosławnych soborów w Jekaterynburgu. Wzniesiony w latach 1846–1860. Konkatedra eparchii jekaterynburskiej. W czasach sowieckich jedyna czynna prawosławna świątynia w mieście.

## Historia
Sobór pierwotnie miał status zwykłej cerkwi, jakich wiele znajdowało się w Jekaterynburgu. Został ufundowany przez bogatego kupca Tielegina na wzgórzu w okolicach cmentarza Iwanowskiego, w pobliżu traktu moskiewskiego prowadzącego z miasta Perm. Budowa rozpoczęła się 15 września 1846, a została zakończona 12 września 1860. Cerkiew znajdowała się na wzgórzu, co sprawiało, że była dobrze widoczna z wielu punktów miasta i szybko stała się jednym z ważniejszych obiektów zachodniej części Jekaterynburga. Budowla została wzniesiona w stylu bizantyjsko-rosyjskim, o jednym piętrze, jednej wieży oraz z pomieszczeniami parafialnymi w piwnicach. 12 września 1860 cerkiew dedykowana św. Janowi Chrzcicielowi została konsekrowana przez biskupa Warłaama. Główny ikonostas cerkwi był poświęcony narodzinom św. Jana Chrzciciela Poprzednika Pańskiego. Już po kilku latach okazało się, że budynek jest zdecydowanie zbyt mały jak na potrzeby lokalnych wiernych. W 1886 przeprowadzono rozbudowę świątyni, a także pomieszczeń piwniczych, tak by mogły pomieścić więcej sprzętów liturgicznych i rosnącej dokumentacji cerkiewnej związanej z pobliskim cmentarzem. 27 grudnia 1886 poświęcono ulokowaną w nowej północnej części kaplicę z ikoną św. Mikołaja Cudotwórcy, a 3 czerwca 1888 południową kaplicę z ikoną Matki Boskiej „Ukój Mój Smutek”, którą przeniesiono tu z innej świątyni. Z uwagi na swoją lokalizację przy cmentarzu Iwanowskim, oprócz pełnienia roli świątyni dla okolicznych wiernych, służyła także jako cerkiew dla odprawiania nabożeństw żałobnych. Na fasadzie świątyni umieszczono wizerunki świętych, a główny ikonostas wykonany był z drewna w stylu eklektycznym. 
W 1914 przy cerkwi powstał nowy cmentarz, na którym grzebano ofiary I wojny światowej oraz kolejnych konfliktów zbrojnych i prześladowań, m.in. rosyjskiej wojny domowej. W 1922 w czasie akcji konfiskowania majątku Rosyjskiego Kościoła Prawosławnego cerkiew św. Jana Chrzciciela została ogołocona z 15,5 kilogramów srebra. W 1923 świątynia została zajęta przez ruch odnowicielstwa, Żywą Cerkiew. W 1925 po śmierci patriarchy Tichona duchowieństwo i wierni skupieni wokół cerkwi nie uznali zarządzających Rosyjskim Kościołem Prawosławnym locum tenens metropolitów Sergiusza i Piotra, lecz przeszli na stronę grigoriewców. W świątyni służył w 1928 biskup jekaterynburski Grzegorz, lider ruchu grigoriewców. Wraz z ugruntowaniem się władzy bolszewickiej duchowni cerkwi byli prześladowani i niejednokrotnie aresztowani, ale sama świątynia nie została zamknięta. Wśród ludności miasta była ona znana jako cerkiew Iwanowska (ros. Ивановская церковь). W latach trzydziestych władze sowieckie zamknęły większość cerkwi w mieście, oprócz cerkwi św. Jana Chrzciciela i cerkwi Wszystkich Świętych, która znajdowała się w rękach Odnowicielstwa. Wcześniej, bo w 1930 bolszewickie kierownictwo Swierdłowska podjęło decyzję o wysadzeniu dwóch najważniejszych prawosławnych obiektów sakralnych w mieście: katedralnego soboru Objawienia Pańskiego i soboru św. Katarzyny Aleksandryjskiej. Zamknięcie wszystkich świątyń, w tym także soboru św. Aleksandra Newskiego, sprawiło, że zwolennicy metropolity Sergiusza zaczęli dzielić cerkiew z grigoriewcami. Grigoriewcy zajęli główną część cerkwi, a wierni metropolicie Sergiuszowi lewą stronę pomieszczenia piwnicznego. Tuż przed 1941 prawą stronę piwnicy otrzymali przedstawiciele Odnowicielstwa, których świątynia została także zamknięta. Duchowieństwo i metropolici byli w dalszym ciągu prześladowani, co sprawiło, że w 1941 – mimo że świątynia formalnie nadal działała i była jedyną otwartą cerkwią w całym Swierdłowsku – nie posługiwał w niej ani jeden kapłan. Z powodu wysokich obciążeń podatkowych dwukrotnie, za każdym razem przez około sześć miesięcy, najpierw w 1941, a następnie w 1942, nie odprawiano żadnych nabożeństw. Sytuacja zmieniła się dopiero po ataku Niemiec na ZSRR i w początkach 1942, wskutek nowej polityki sowieckiej wobec Kościoła Prawosławnego, wznowiono praktyki religijne. Eparchię swierdłowską objął wkrótce biskup Warłaam, a cerkiew stała się główną świątynią eparchii i od tej pory jest znana jako sobór św. Jana Chrzciciela.
Kolejna fala prześladowań rozpoczęła się w 1963 z inicjatywy Nikity Chruszczowa; sobór nie ucierpiał, ale zamknięto znajdujący się wokół niego zabytkowy cmentarz, szczęśliwie jednak nie został on zniszczony. W 1957 po każdej ze stron bryły świątyni dostawiono drewniane przybudówki, by umożliwić wszystkich chętnym wiernym uczestnictwo w nabożeństwach. W tym samym roku urządzono w piwnicy pomieszczenia do nabożeństw żałobnych oraz chrztów. Liczba wiernych uczęszczających regularnie do soboru wahała się między 80 a 100. W latach osiemdziesiątych prowizoryczne drewniane przybudówki zostały rozebrane i zastąpione już murowanymi.

## Sobór obecnie
W 1988 zezwolono na ponowne użytkowanie dzwonów w soborze. W 1991 zaaranżowano nowe pomieszczenie chrzcielne, we wrześniu 1994 do wnętrza soboru przeniesiono doczesne szczątki zmarłego w 1986 biskupa jekaterynburskiego Klemensa. Od 2000 sobór Świętej Trójcy jest główną świątynią eparchii jekaterynburskiej, a sobór św. Jana Chrzciciela otrzymał status konkatedry. Oprócz wspomnianych wcześniej ikon św. Jana Chrzciciela, św. Mikołaja i Matki Boskiej, znajdują się tu także szczególnie czczone ikony św. Jana Tobolskiego i św. Katarzyny. 17 kwietnia 2010 sobór św. Jana Chrzciciela odwiedził patriarcha moskiewski Cyryl I.